# 中島省吾
中島 省吾（なかじま せいご、1922年5月8日 - 2013年12月24日）は、日本の会計学者。商学博士（一橋大学・論文博士・1971年）。国際基督教大学名誉教授。第5代日本会計研究学会会長。第2代国際会計研究学会会長。初代International Association for Accounting Education & Research副会長。キリスト教功労者。

## 人物・経歴
東京府東京市生まれ。大日本帝国海軍鹿屋航空基地主計少尉を経て、1947年東京商科大学（現一橋大学）卒業、明治学院専門学校専任講師。1950年明治学院大学専任講師。1951年ペンシルベニア大学ウォートン・スクール大学院修了、Master of Business Administration（経営学修士）。
1954年明治学院大学助教授。1955年横浜国立大学経済学部助教授。1959年からフルブライト・プログラムでコロンビア大学で1年間在外研究。1964年国際基督教大学教授。1971年商学博士（一橋大学）の学位を取得。1973年から1988年まで国際会計基準委員会（IASC）日本代表。
国際基督教大学教養学部社会科学科長、国際基督教大学大学院行政学研究科長、国際基督教大学学長事務取扱などを歴任し、1984年に退職し国際基督教大学名誉教授の称号を受けるとともに、フェリス女学院学院長に就任。同年にInternational Association for Accounting Education & Research（IAAER：世界会計学会）が設立されると、日本からの初代副会長を1988年まで務めた。
1985年国際会計研究学会会長。1987年国際会計研究学会顧問。1988年日本会計研究学会会長。1989年学校法人フェリス女学院理事長。1990年日本会計研究学会名誉会員。2000年にはIAAER Founders Awardを受賞、勲三等旭日中綬章を受章。2001年キリスト教功労者受賞。2004年学校法人フェリス女学院理事長退任。
日本での米国会計基準の研究の先駆者とされる。オハイオ州立大学Accounting Hall of Fame（会計殿堂）指名委員会メンバーなども歴任。父は牧師で、自身も敬虔なキリスト教徒としても知られ、日本基督教団国立教会設立に尽力した。2013年急性心筋梗塞のため帰天し、国立教会で葬儀が行われた。